# Yutaka Niida
Yutaka Niida (jap. 新井田豊 Niida Yutaka;  ur. 2 października 1978 w Jokohamie) – japoński bokser, były dwukrotny zawodowy mistrz świata organizacji WBA w kategorii słomkowej (do 105 funtów).
Zawodową karierę rozpoczął w 1996. 28 sierpnia 2001, w swojej szesnastej walce, zdobył tytuł mistrza świata WBA, pokonując na punkty Chanę Porpaoina. Dwa miesiące później zrezygnował z tytułu, motywując to problemami ze zdrowiem (lumbago) i związanym z nimi brakiem motywacji do dalszego kontynuowania kariery bokserskiej.
Na ring powrócił dwa lata później. Już w pierwszej walce zmierzył się z Noelem Arambuletem, mistrzem świata WBA. Niida przegrał na punkty po niejednomyślnym werdykcie sędziów. Rok później doszło do pojedynku rewanżowego między oboma pięściarzami. Tym razem wygrał Japończyk, po raz drugi zdobywając pas mistrzowski WBA (dodatkowo Arambulet nie zdołał zmieścić się w limicie wagowym).
W 2004 Niida zdołał jeszcze obronić swój tytuł w walce z Juanem Jose Landaetą. W następnym roku zaliczył dwie kolejne udane obrony (z Jae Won Kimem i Eriberto Gejonem.
W 2006 walczył tylko raz – pokonał na punkty Kolumbijczyka Ronalda Barrerę. 7 kwietnia 2007 zmierzył się z byłym mistrzem świata WBC, Katsunari Takayamą. Walka zakończyła się kontrowersyjnym rozstrzygnięciem – sędziowie niejednogłośnie orzekli zwycięstwo Niidy na punkty.
Pięć miesięcy później, 1 września 2007, Niida po raz drugi pokonał Filipińczyka Eriberto Gejona (tym razem na punkty). 1 marca 2008 znokautował w 6 rundzie Wenezuelczyka Jose Luisa Varelę. 15 września tego samego roku przegrał przez techniczny nokaut w czwartej rundzie z Románem Gonzálezem i stracił pas mistrzowski. Po tej walce zakończył karierę bokserską.